# Chiesa di Sant'Anna la Misericordia
La chiesa di Sant'Anna la Misericordia è una chiesa di Palermo, sita nell'area dell'antico mercato dei Lattarini e costruita in stile barocco.

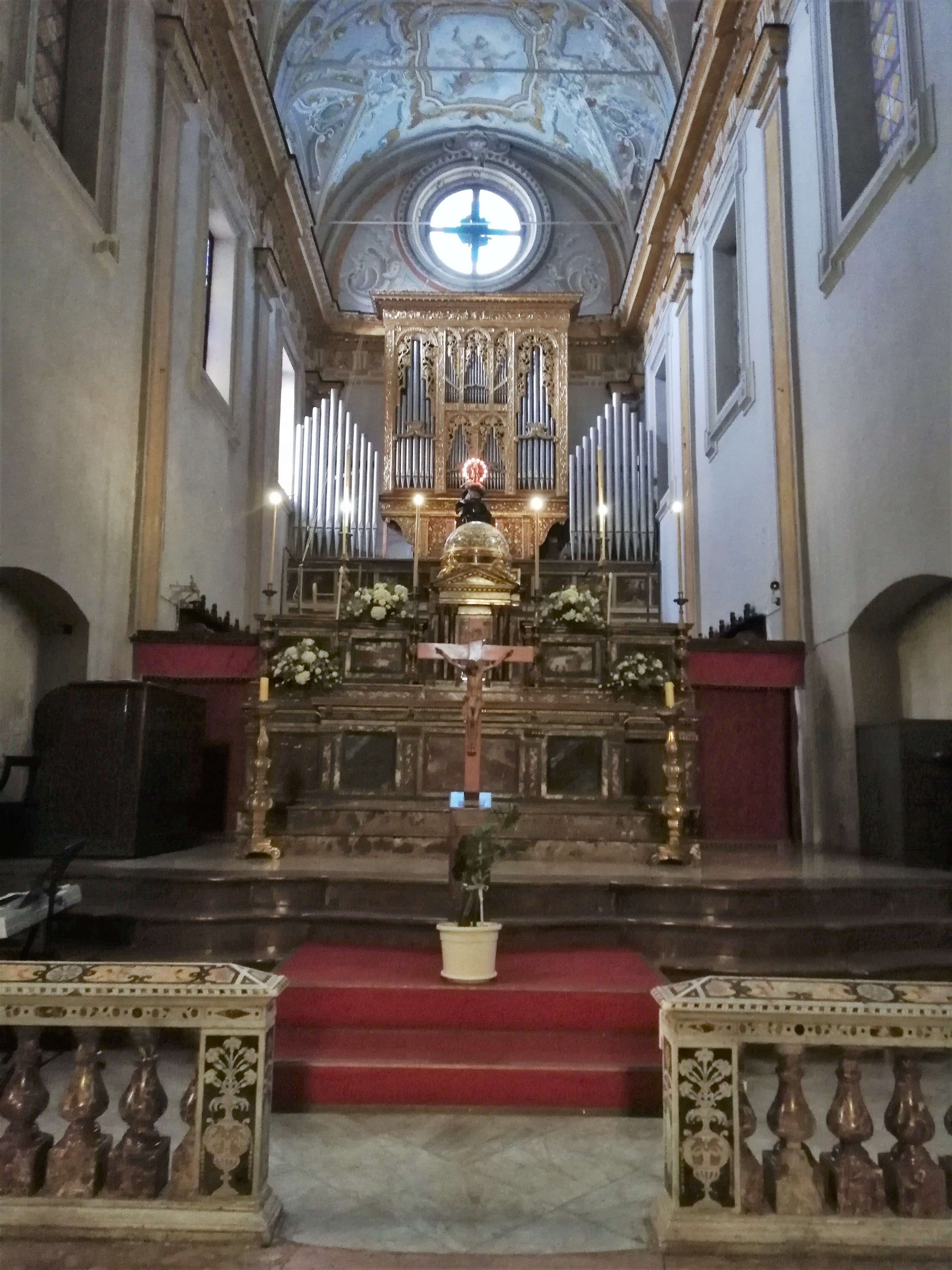
Altare maggiore.

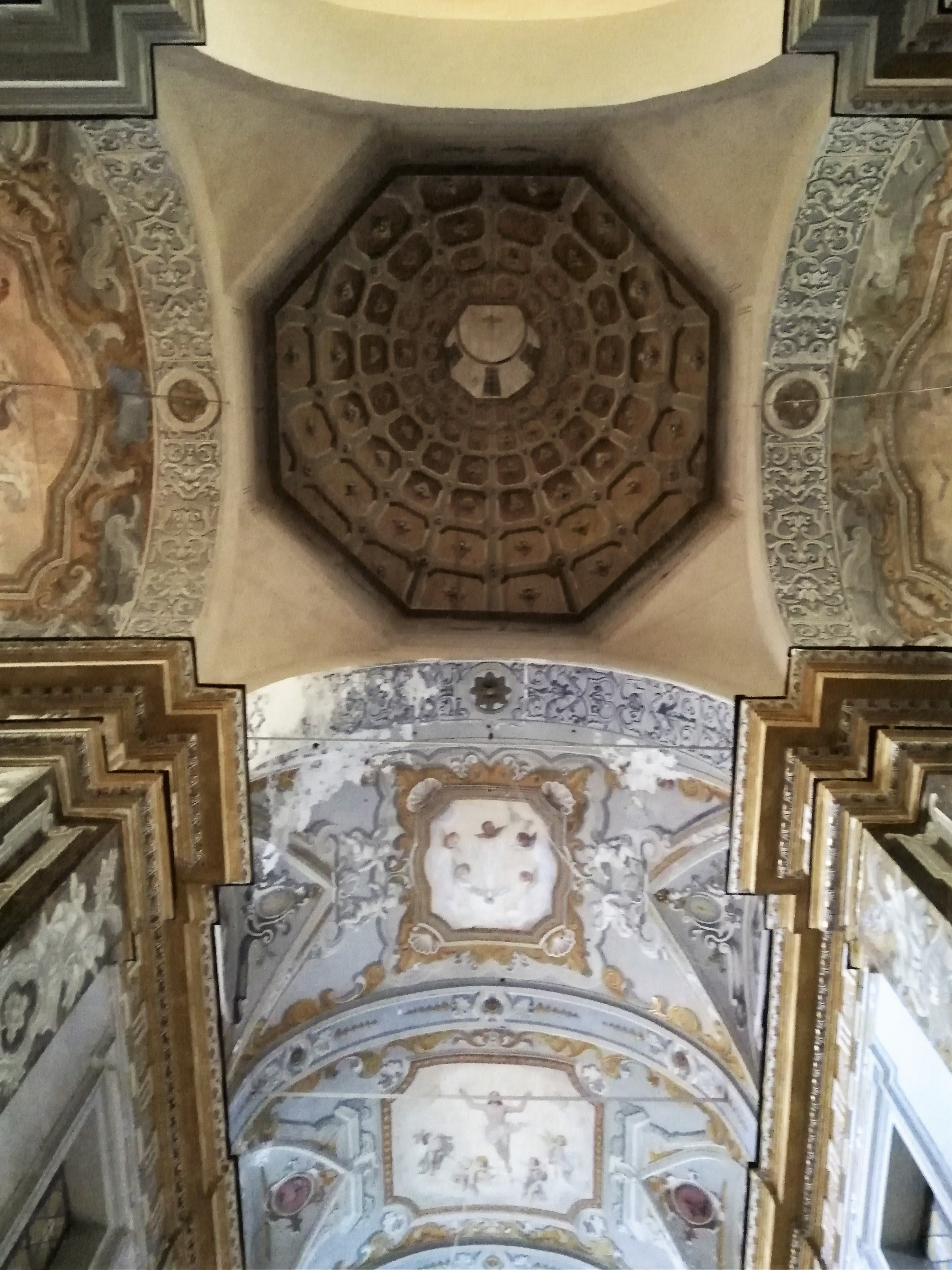
Crociera.

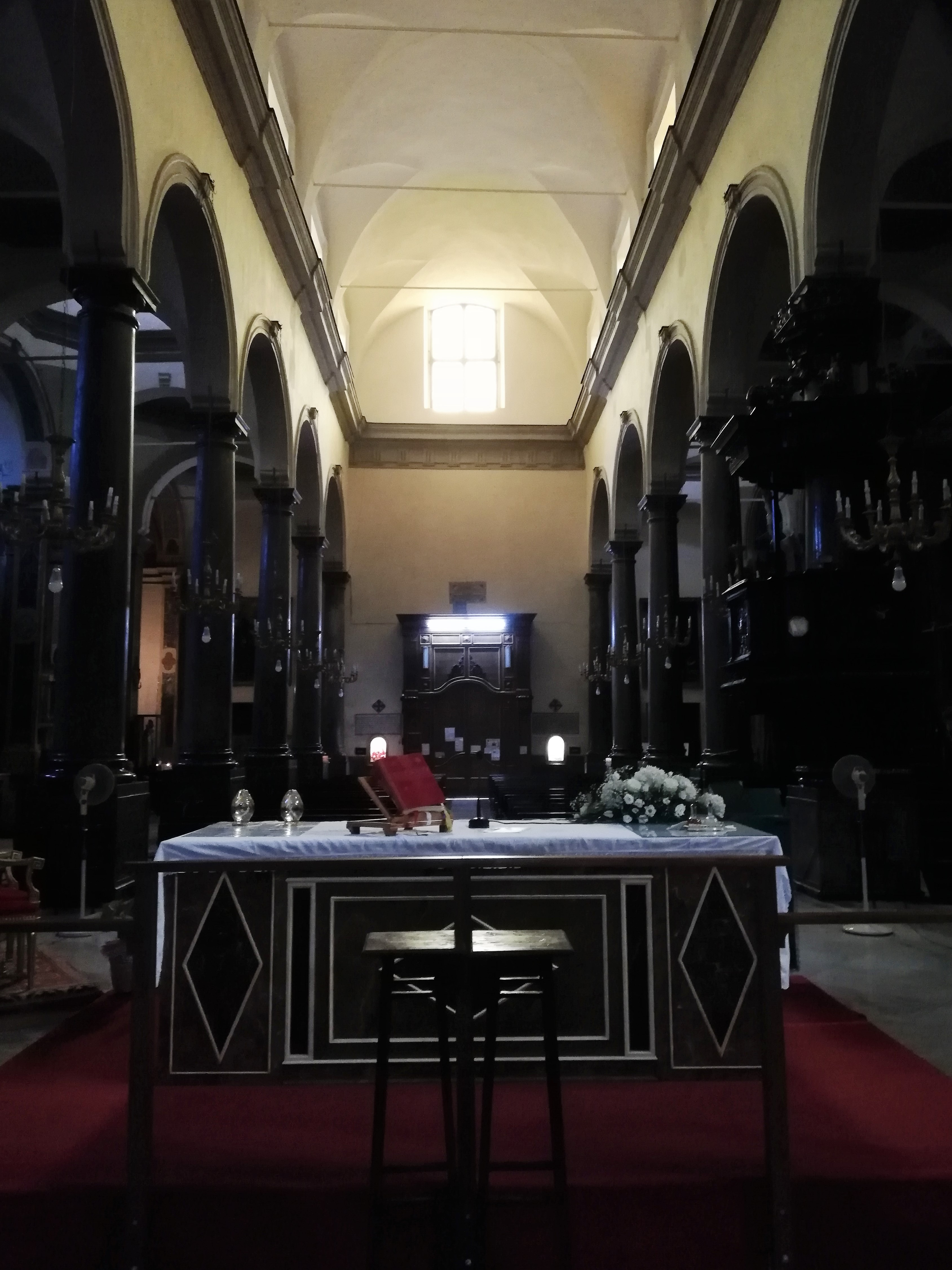
Altare e controfacciata.

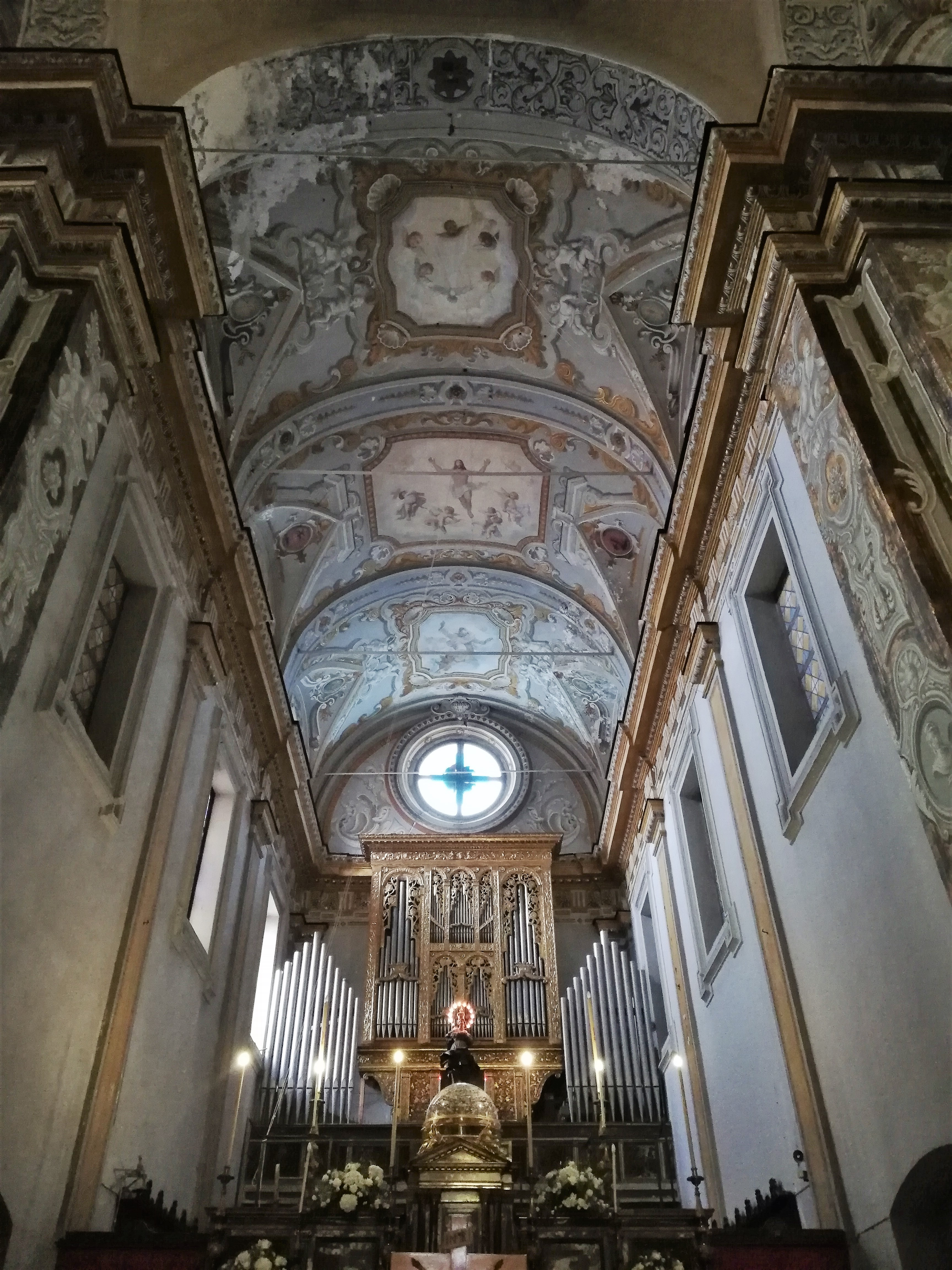
Presbiterio.

## Storia

### Epoca spagnola
L'aggregato monumentale chiesa e convento sono edificati in una zona costituita in passato da una malsana insenatura delimitata da scogliere rocciose, colmata dai depositi alluvionali del fiume Kemonia e rafforzata da materiali da riporto. È uno dei monumenti, sebbene non antichissimo, più soggetto agli eventi disastrosi negli ultimi tre secoli.
- 1500c., È documentata la Cappella della Signora della Pietà edificata da Gaspare Bonetta.[3]
- 1549, I padri Gesuiti giunti a Palermo edificano nel quartiere dei «Lattarini» il loro primo Collegio.[3]
- 1590, Incremento della devozione e del culto verso la Madonna posta nella Cappella all'angolo della «contrada della Misericorda».[4]
- 1594, Diego Haëdo arcivescovo di Palermo, sottopone l'immagine all'attenzione dei frati del terzo ordine regolare del convento di San Nicolò degli Scalzi, a loro volta intenzionati a costruire un nuovo convento nella «contrada della Misericorda».[5]
- 1596, Una costruzione adibita a granaio adiacente alla Cappella fu convertita in luogo di culto. Il 14 novembre fu benedetto l'edificio così trasformato. L'immagine staccata dal sito primitivo fu collocata nel nuovo edificio.[6]

Tra il 1594 ed il 1596, nei pressi delle rovine del Palazzo dei Vespri, fu costruita una piccola chiesa consacrata alla Madonna della Misericordia e gestita dal terzo ordine regolare francescano. L'edificio, che occupava lo spazio ora corrispondente al transetto della chiesa di Sant'Anna, custodiva un affresco, attribuito al pittore quattrocentesco Tommaso De Vigilia e raffigurante la Pietà. Poiché la chiesa si rivelò troppo angusta e inadatta alle esigenze dei fedeli, fu deciso di ingrandirla con l'aiuto delle autorità e il sostegno dei nobili e dei semplici credenti.
- 1597, È costituito il convento accanto alla chiesa.[6]

Il progetto architettonico dell'edificio fu affidato all'architetto senatoriale Mariano Smiriglio. La posa della prima pietra avvenne il 26 ottobre 1606 e i lavori di costruzione ebbero conclusione nel 1632.
- 1639, La chiesa fu consacrata il 13 novembre da monsignor Francesco Traina vescovo di Agrigento[8] e dedicata a Sant'Anna,[8] co-patrona della città, divenendo nota come chiesa di Sant'Anna la Misericordia.[9]

### Epoca borbonica
L'attuale facciata, basata su schemi stilistici del barocco romano, fu realizzata attorno al 1736 su progetto dell'architetto Giovanni Biagio Amico, nel corso di un restauro divenuto necessario a causa del terremoto del 1726.
- 1726, Terremoto di Terrasini del 1º settembre, il sisma provoca il crollo della facciata originale. Il manufatto è ristrutturato nel 1736 su progetto di Francesco Ferrigno.
- 1751 - 1752, Terremoto di Trapani del 23 luglio e replica l'anno successivo. Le scosse determinano il crollo della parte alta del prospetto.
- 1823, Terremoto di Pollina del 5 marzo, le scosse causano il crollo delle volte affrescate. Come conseguenza fu abbattuto l'ultimo ordine della facciata e avviati nuovi lavori di restauro.
- 1853, Nuovi grandi restauri.
- 1866, Con la soppressione degli Ordini e delle Corporazioni religiose decisa dal nuovo Regno d'Italia, la chiesa e l'adiacente convento furono incamerati dallo Stato.

### Epoca contemporanea
- 1915 - 1924, Per diversi anni l'edificio fu riutilizzato come granaio municipale. Nel 1925, con la stipula dei Patti Lateranensi, l'edificio fu dato nuovamente in custodia ai frati, i quali tornarono in possesso anche di una parte dell'ex convento.

Nel corso degli anni, la struttura ha subito i gravi danni causati dai terremoti: 
- 1940, Terremoto di Villabate del 15 gennaio, il sisma causa il crollo dell croce e del basamento posti sulla facciata che precipitano all'interno della chiesa, causando ulteriori danni.
- 1943 1º marzo, La facciata della chiesa è scalfita dalle schegge di una bomba caduta nella piazza durante i bombardamenti del secondo conflitto mondiale.
- 1961 8 dicembre, La chiesa è elevata a parrocchia dall'arcivescovo di Palermo Ernesto Ruffini.[10]
- 1968, Terremoto del Belice del 15 gennaio determina una lunga chiusura per danni alle strutture;
- 1974 - 1979, Restauro di quasi tutte le opere pittoriche.
- 2002, Terremoto di Palermo del 6 settembre la rende inagibile e causa la chiusura per le riparazioni dei danni ingenti, durata oltre 5 anni.
- 2003 - 2008, Parziale riapertura dopo il terremoto del 2002.

È il santuario più noto in Sicilia dedicato ai santi Gioacchino e Anna, genitori di Maria di Nazaret. La chiesa è monumento nazionale.

## Facciata

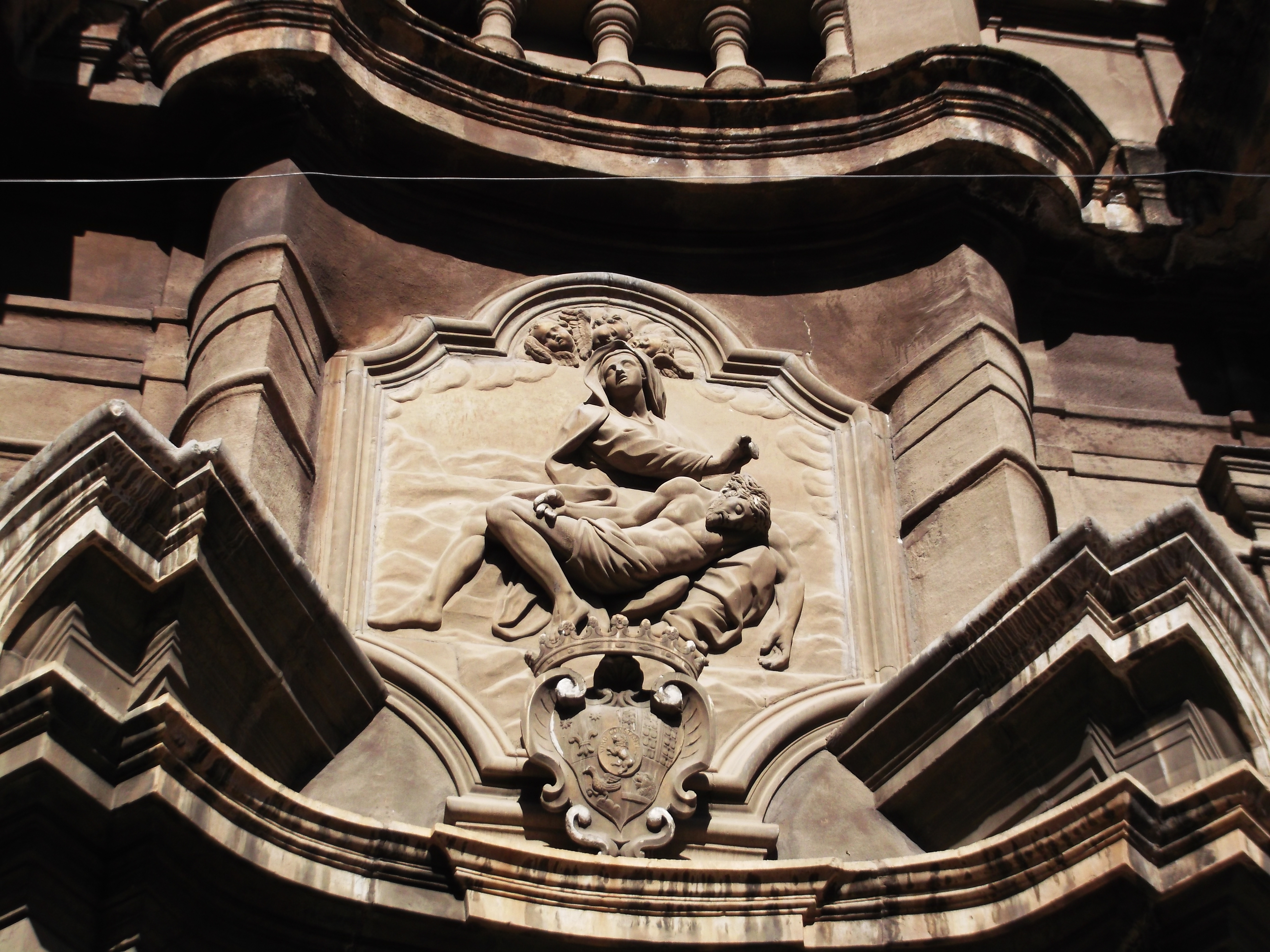
Altorilievo raffigurante la "Pietà" di Lorenzo Marabitti (1778-1784)

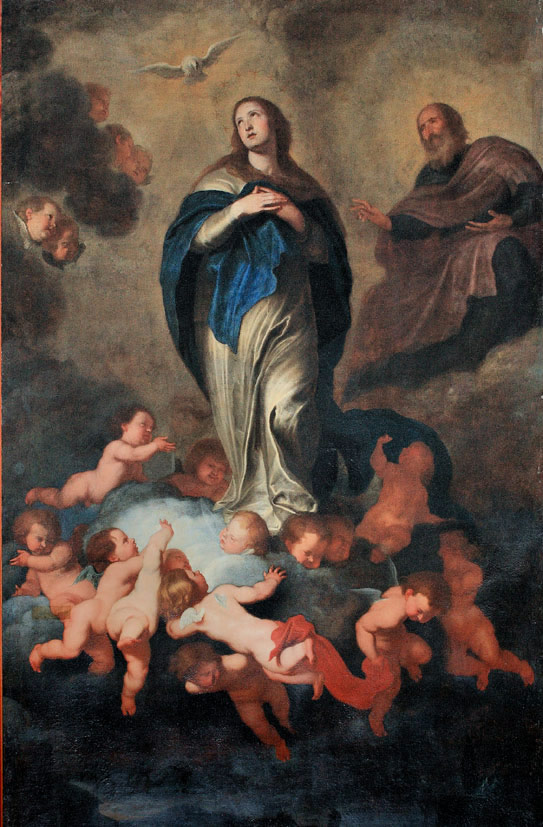
L'Immacolata Concezione, di Geronimo Gerardi

La facciata rivolta a sud ideata da Giovanni Biagio Amico possiede un tratto sinuoso, caratterizzato da curvature e rientranze. Le decorazioni scultoree che impreziosiscono il prospetto furono disegnate da Giacomo Serpotta e realizzate dagli scultori Gioacchino Vitagliano, Giacomo Pennino e Lorenzo Marabitti. Le statue delle nicchie al primo ordine raffigurano i santi Giuseppe, Elisabetta, Anna e Gioacchino. Le due statue in alto rappresentano invece i santi Ludovico e Antonio di Padova.
Il prospetto è piano in corrispondenza delle coppie di colonne laterali, convesso verso l'esterno nella parte centrale con concavità rientrante per la parte delimitata dalle coppie di colonne sovrapposte per i distinti ordini. Sull'asse mediano verticale sono presenti il portale e la loggia. L'ingresso è delimitato da lesene sormontate da timpano spezzato con volute, all'interno è collocato uno stemma e l'altorilievo della Pietà opera del Marabitti. Il secondo ordine presenta la loggia con balaustra sormontata da cartiglio sostenuto da angeli. Chiude un timpano sovrapposto, spezzato ad arco contenente un bel medaglione. I due ordini sono raccordati da eleganti e sinuose volute. I basamenti degli articolati cornicioni sono arricchiti con vasi lucerne.
Controfacciata, sono presenti due tele del XVII secolo attribuite a Leonardo Bazzano: a destra San Francesco con Santa Elisabetta, a sinistra il Beato Guglielmo di Scicli.

## Interno
L'interno della chiesa è caratterizzato da elementi di stile tardo - rinascimento. Impianto basilicale a croce latina, a tre navate separate da dodici colonne in marmo grigio, archi a tutto sesto, ampio presbiterio rettangolare. La cupola non fu realizzata a causa dei conclamati problemi di staticità, al suo posto è presente un soffitto ligneo decorato a trompe-l'œil che simula le forme.
Le pareti ed il soffitto furono ricoperti all'inizio del XVIII secolo da decorazione a fresco quasi del tutto scomparsa dopo il terremoto del 1823. Resta quella del transetto con Ascensione di Gesù di Vito d'Anna a sinistra (qui l'artista aveva iniziato la collaborazione col proprio maestro l'acese Pietro Paolo Vasta), e l'Assunzione della Vergine di Filippo Tancredi a destra. I grandi pilastri che si trovano davanti al presbiterio sono interamente decorati in oro con medaglioni che imitano lo stucco. La volta del presbiterio è affrescata e, sul suo sfondo, si trova un organo del XVII secolo.

### Transetto

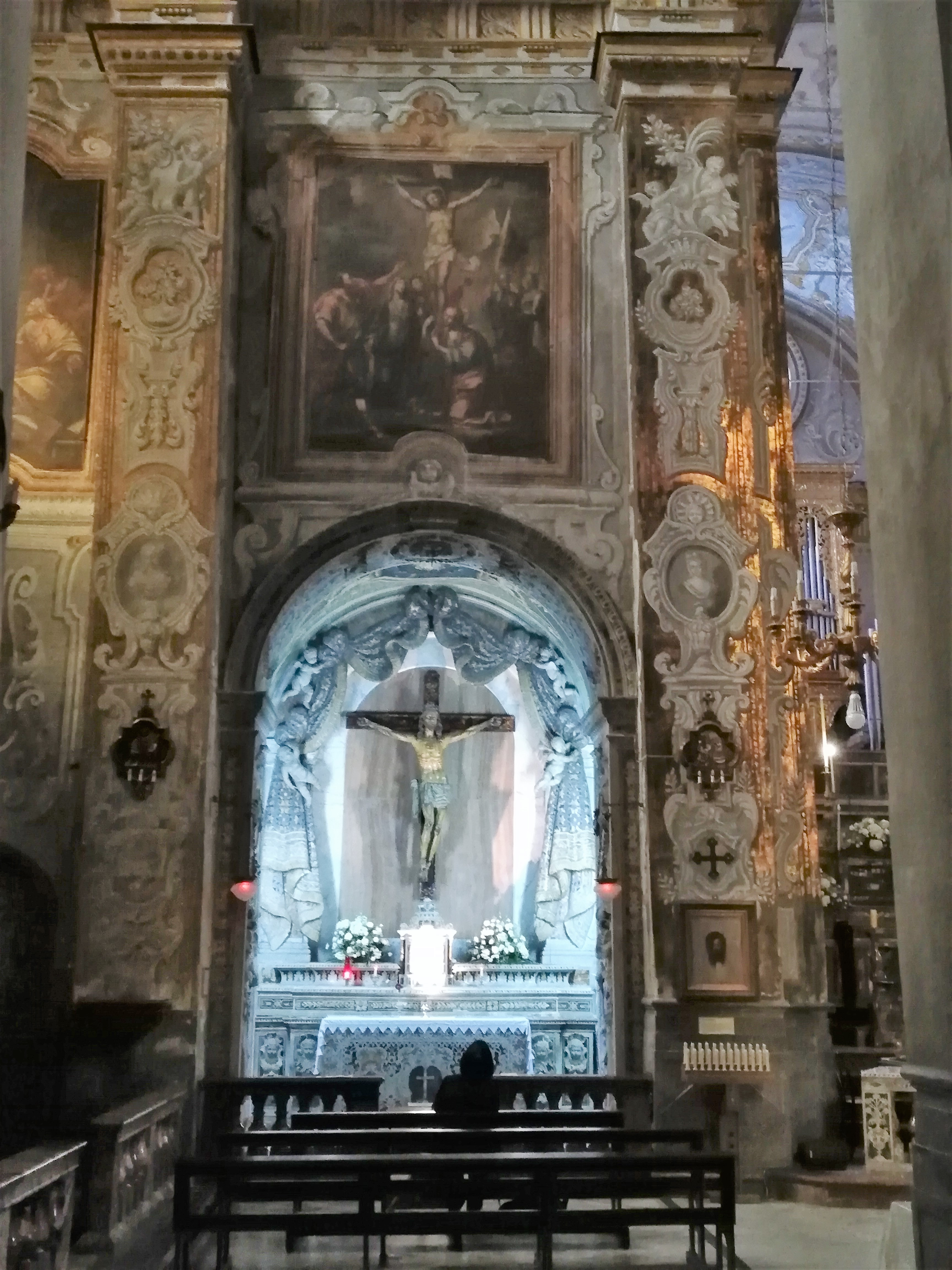
Absidiola sinistra.

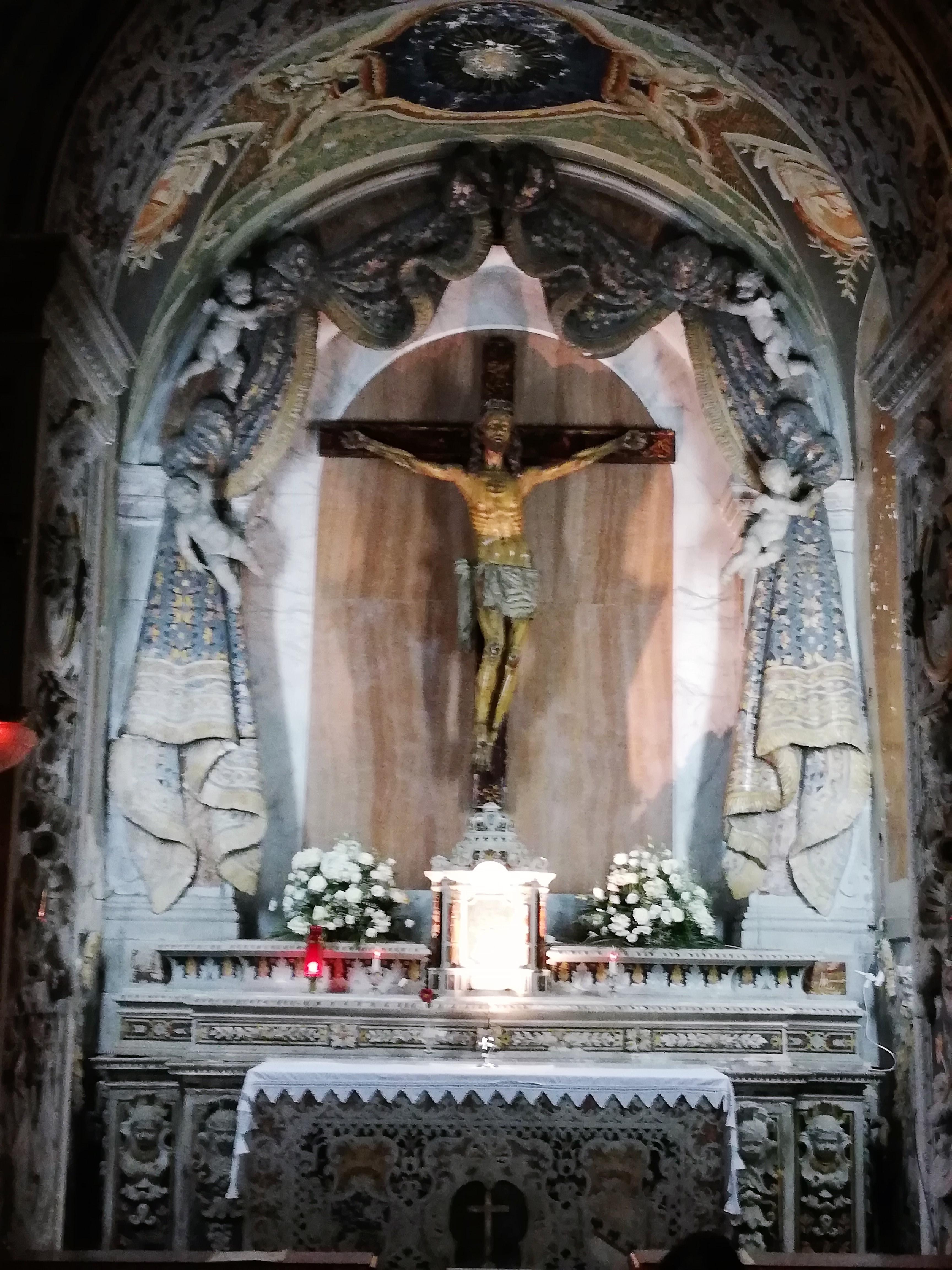
Cappella del Santissimo Crocifisso.

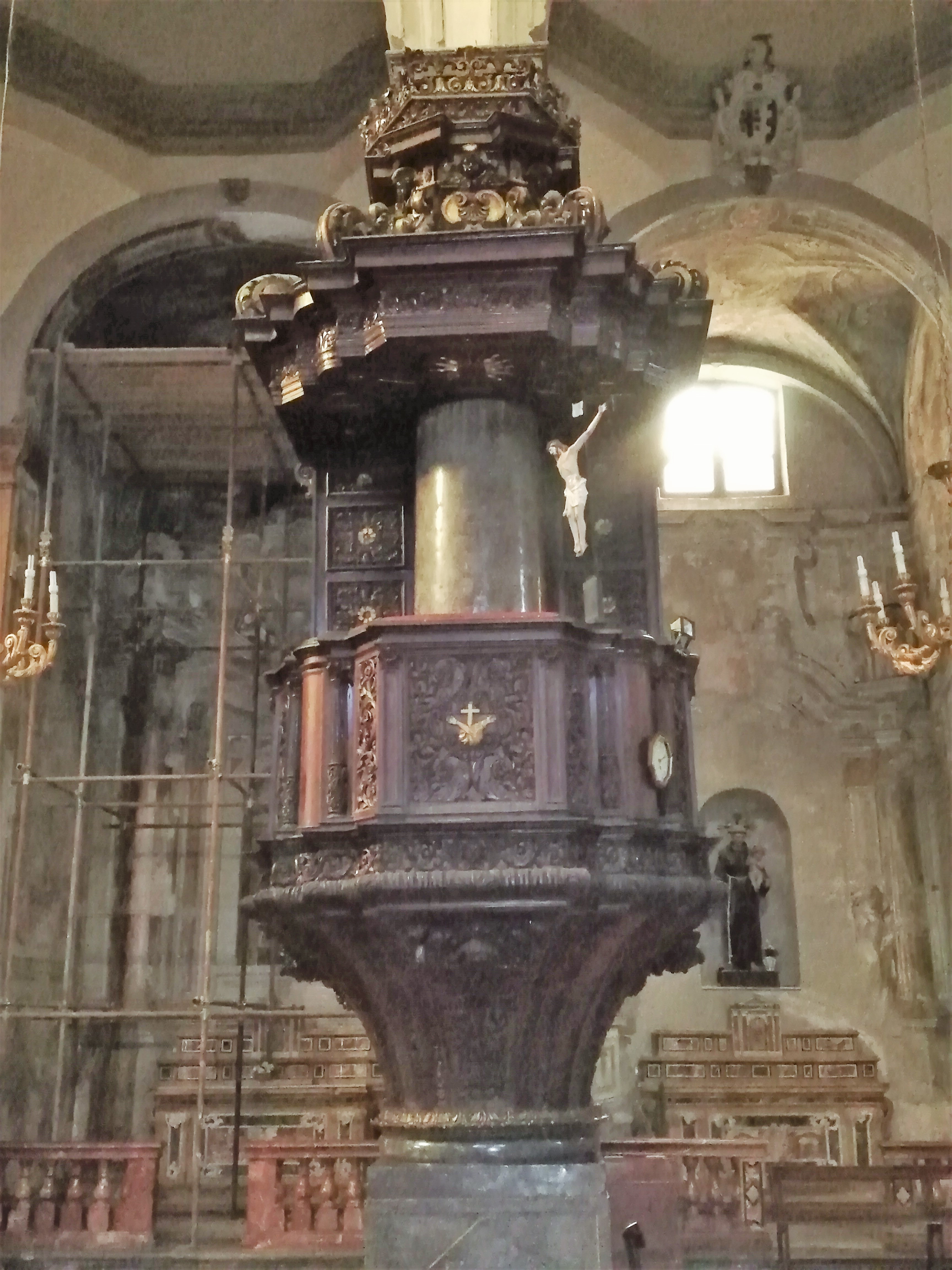
Pulpito.

Tra i due altari del transetto, ove è documentata la chiesetta originaria, sono ubicati:
- Parete sinistra: Cappella della Madonna della Pietà. Sull'altare l'affresco della Madonna della Pietà attribuito a Tommaso De Vigilia del 1470.[14]
- Parete destra: Cappella dell'Immacolata Concezione. Sull'altare il dipinto dell'Immacolata Concezione di Geronimo Gerardi pittore fiammingo (Guglielmo Walsgart), opera realizzata tra il 1628 e il 1631.[14][15] La custodia con colonne e balaustra, realizzazione del fiorentino Gregorio Tedeschi su commissione del patrocinatore Mariano Montimurro.[16]
- Absidiola sinistra: Cappella della Pietà. Un Crocifisso ligneo su croce di tartaruga è posto al centro di marmi policromi a forma di sipario - baldacchino sollevato da putti. È documentato il sepolcro di Aurelia Galletti benefattrice del convento.[14]

### Navata destra
Le navate laterali presentano cappelle coperte da cupolette con lanternino.
- Prima campata: Cappella di Sant'Anna. Sull'altare è custodita la statua di Sant'Anna con Maria bambina, simulacro del 1857 che collocato su artistico fercolo veniva portato in processione per le strade del quartiere. Titolare del patrocinio la famiglia Geraci - Ventimiglia.[14]
- Seconda campata: Cappella della Vergine. Altare con decorazioni in marmo, è custodito il dipinto la Vergine che appare a San Diego, opera di Filippo Tancredi del 1704.[17]
- Terza campata: Cappella della Sacra Famiglia. Sull'altare campeggia la Sacra Famiglia con Sant'Anna e San Gioacchino di Melchiorre Barresi del 1596. Ai lati, Sant'Anna e la Vergine e l'Annunciazione di Sant'Anna di Elia Interguglielmi del 1767.
- Quarta campata: Cappella di Santa Rosalia. Altare con dipinto su tela Santa Rosalia che prega sulla città di Vincenzo La Barbera del 1627c. uno dei primi dipinti raffigurante la patrona di Palermo.
- Quinta campata: Cappella di San Nicola. Altare con tela San Nicola in Gloria di Elia Interguglielmi del 1767.

### Navata sinistra
- Prima campata: Cappella della Madonna del Carmine. Altare con affreschi di Filippo Tancredi che raffigurano La Madonna e San Simone Stock.
- Seconda campata: Cappella di San Gioacchino. Altare dedicato a San Gioacchino ricoperto in marmi, con un grande stemma sorretto da puttini posto sopra al centro.
- Terza campata: Cappella di San Giuseppe. L'altare accoglie la statua lignea di San Giuseppe e Gesù bambino opera eseguita da Baldassarre Pampillonia all'inizio del XVIII secolo.
- Quarta campata: Cappella di San Francesco. Altare dedicato a San Francesco decorato con affreschi settecenteschi raffiguranti Sant'Elisabetta d'Ungheria e San Luigi di Francia.
- Quinta campata: Cappella di Sant'Antonio di Padova. L'altare ospita la statua di Sant'Antonio di Padova ed affreschi anonimi.

Sulla seconda colonna sinistra è addossato il pulpito ligneo scolpito da Giacomo Pianelli nel 1740. È presente una tela dei primi anni del XVII secolo raffigurante la Madonna Rifugio dei Peccatori Pentiti, restaurata nel 2014-15, proveniente dall'Oratorio dei Peccatori Pentiti.

## Convento di Nostra Signora della Misericordia
- 1607, Il chiostro del convento è patrocinato dal Viceré di Sicilia Juan Manuel Fernández Pacheco y Zúñiga «marchese di Vigliena», costituito da 24 colonne, sede di varie congregazioni e una spezieria. Ubicato sul fianco destro con impianto quadrato, portici costituiti da 7 campate ciascuno e cortile ripartito in quattro quadranti.

Il convento adiacente alla chiesa fu costruito per i padri del Terzo Ordine Francescano, tra il 1606 e il 1648 attorno al grandioso portico rinascimentale. Si accede al convento tramite un portale esterno che immette nello scalone.
- XIII secolo, Palazzo di Saint-Rémy, dimora del prefetto del re Carlo d'Angiò, Giovanni di Saint-Rémy. Durante l'insurrezione dei Vespri siciliani contro l'oppressione angioina nel 1282, il palazzo fu assalito e distrutto dai rivoltosi e più di 2000 francesi furono massacrati. Il prefetto fuggì rifugiandosi nel Castello di Caccamo ove fu catturato e giustiziato.
- 1488, Inizia la costruzione del palazzo di Gaspare Bonet mercante di origine catalane, di cui resta la parte sud-orientale con la torre. L'edificio fu annesso al convento ed adattato alle esigenze dei padri Francescani.
- 1872, Leggi eversive. Chiesa e convento furono requisiti e assegnati al Municipio di Palermo che li destinò a vari usi:
  - sede delle Guardie daziarie municipali;
  - 1878, sede del Liceo Ginnasio Umberto I;
  - 1930, Il convento fu restituito ai frati che ne occuparono una parte e ripresero a celebrare le funzioni nella Chiesa, che era stata destinata per anni a granaio municipale.

L'ex convento, restaurato tra il 1996 e il 2005, ospita dal 2006 la Galleria d'Arte Moderna "Empedocle Restivo".

## Compagnia di Santa Maria di Gesù
La sede della compagnia è la primitiva chiesa della Misericordia.

## Oratorio dei Peccatori Pentiti
Noto altrimenti come Oratorio della Madonna del Rifugio dei peccatori Pentiti in Sant'Anna, ambiente che ospitava la Congregazione della Madonna Rifugio dei Peccatori Pentiti, sodalizio fondato nel 1616 che annoverava tra i principali scopi quello di organizzare una processione della Passione il Venerdì Santo, evento al quale partecipavano anche gli aderenti alla congregazione stessa: i gaggiara, ovvero i costruttori delle gabbie per volatili. La congregazione si divise in due parti una delle quali si stabilì in un oratorio all'interno del convento dei Terziari Francescani a Sant'Anna. Di struttura ottocentesca, ravvisabile nella pavimentazione che nell'apparato pittorico, quest'ultimo realizzato da Luigi Di Giovanni nel 1888. In origine sull'altare maggiore era collocata una tela seicentesca, raffigurante la Vergine Rifugio dei peccatori Pentiti, opera oggi esposta all'interno del tempio principale.